# Rugosospora
Rugosospora là một chi nấm trong họ Agaricaceae.